# Frances Luff
Frances Luff is een tennisspeelster uit Australië.
Luff speelde op het Australian Open in 1969 en op Wimbledon in 1970, zowel in het enkelspel als het dubbelspel, op het Australian Open met landgenote Helen Kayser en op Wimbledon met landgenote Adrienne Avis.
Luff won met Adrienne Avis in januari 1972 de dubbelspeltitel op de Manly Seaside Championships, een grastoernooi in Manly. Op datzelfde toernooi won zij twee jaar later de enkelspeltitel, door in de finale Sue Alexander-Rodriguez (zus van John Alexander) te verslaan.